# Färöische Fußballmeisterschaft der Frauen 1998
Die Färöische Fußballmeisterschaft der Frauen 1998 wurde in der 1. Deild genannten ersten färöischen Liga ausgetragen und war insgesamt die 14. Saison. Sie startete am 16. Mai 1998 mit dem Spiel von Skála ÍF gegen HB Tórshavn und endete am 13. September 1998.
Aufsteiger NSÍ Runavík kehrte nach zwei Jahren in die höchste Spielklasse zurück. Meister wurde B36 Tórshavn, die den Titel somit zum vierten Mal erringen konnten. Titelverteidiger KÍ Klaksvík landete auf dem dritten Platz. Absteigen mussten hingegen NSÍ Runavík sowie Skála ÍF nach einem beziehungsweise zehn Jahren Erstklassigkeit. Skála ÍF blieb hierbei über die gesamte Spielzeit ohne Punktgewinn. Ohne Punkt blieben ansonsten nur GÍ Gøta II (1985) MB Miðvágur (1986 und 1991), KÍ Klaksvík (1987) sowie NSÍ Runavík (1989).
Im Vergleich zur Vorsaison verbesserte sich die Torquote auf 5,02 pro Spiel, was den höchsten Schnitt seit Einführung der 1. Deild 1985 bedeutete. Den höchsten Sieg erzielte KÍ Klaksvík mit einem 16:0 im Heimspiel gegen Skála ÍF am zehnten Spieltag, was zugleich das torreichste Spiel darstellte.

## Modus
Durch die Reduzierung auf sieben Mannschaften in der 1. Deild  spielte jedes Team nun an zwölf Spieltagen jeweils zwei Mal gegen jedes andere. Die punktbeste Mannschaft zu Saisonende stand als Meister dieser Liga fest, die letzte Mannschaft stieg in die 2. Deild ab. Der Siebtplatzierte musste zudem noch zwei Relegationsspiele gegen den Erstplatzierten der 2. Deild um den Verbleib in der 1. Deild austragen.

## Saisonverlauf

### Meisterschaftsentscheidung
B36 Tórshavn gewann seine ersten fünf Saisonspiele und übernahm am vierten Spieltag die Tabellenführung von HB Tórshavn aufgrund der schlechteren Tordifferenz. Am siebten Spieltag trafen beide Mannschaften im direkten Duell aufeinander und trennten sich 3:3. Während B36 die nächsten Spiele gewann, gab HB am neunten Spieltag beim 0:0 im Auswärtsspiel gegen NSÍ Runavík weitere Punkte ab. Die Entscheidung um die Meisterschaft fiel schließlich am vorletzten Spieltag. B36 Tórshavn gewann hierbei das Auswärtsspiel gegen LÍF Leirvík mit 1:0, während HB Tórshavn zu Hause gegen KÍ Klaksvík mit 2:4 unterlag. So nützte auch der 2:1-Sieg von HB gegen B36 am letzten Spieltag nichts mehr.

### Abstiegskampf
Skála ÍF belegte vom ersten bis zum letzten Spieltag permanent den letzten Tabellenplatz, wobei kein einziger Punktgewinn gelang. Der Abstieg stand nach der 1:6-Heimniederlage gegen B36 Tórshavn am elften Spieltag, der Abstand zum Vorletzten betrug bei noch zwei ausstehenden Spielen bereits sieben Punkte.
EB Eiði konnte durch Siege gegen Skála ÍF und NSÍ Runavík nach drei Spielen den zweiten Tabellenplatz belegen, der nächste Sieg gelang jedoch erst am neunten Spieltag erneut gegen Skála ÍF, was den Sturz auf Platz fünf zur Folge hatte. Am zehnten Spieltag traf EB zu Hause auf NSÍ Runavík, denen erst am sechsten Spieltag beim 5:1-Auswärtssieg gegen Skála ÍF der erste Punktgewinn gelang. Nachdem NSÍ dieses Spiel mit 2:1 gewinnen konnte, wurde der Abstand zu EB auf drei Punkte verkürzt, LÍF Leirvík war zu diesem Zeitpunkt ebenfalls nur drei Punkte entfernt. Diese verdoppelten den Abstand jedoch durch einen 5:0-Heimsieg gegen EB Eiði am darauffolgenden Spieltag und waren am zwölften Spieltag durch Niederlagen von EB und NSÍ endgültig gesichert. Am 13. Spieltag bestritt NSÍ Runavík sein letztes Spiel, welches zu Hause mit 2:0 gegen Skála ÍF gewonnen wurde. Da EB Eiði spielfrei hatte, waren beide Mannschaften nun punktgleich, NSÍ wies allerdings die deutlich bessere Tordifferenz auf. Somit benötigte EB am letzten Spieltag noch einen Punkt, um den Relegationsplatz zu verlassen, welcher beim 0:0 im Auswärtsspiel gegen KÍ Klaksvík auch gelang.

## Abschlusstabelle
| Pl. | Verein           | Sp. | S  | U | N  | Tore    | Diff. | Punkte |
| --- | ---------------- | --- | -- | - | -- | ------- | ----- | ------ |
| 1.  | B36 Tórshavn (P) | 12  | 10 | 1 | 1  | 046:140 | +32   | 31     |
| 2.  | HB Tórshavn      | 12  | 9  | 2 | 1  | 043:110 | +32   | 29     |
| 3.  | KÍ Klaksvík (M)  | 12  | 8  | 1 | 3  | 051:130 | +38   | 25     |
| 4.  | LÍF Leirvík      | 12  | 5  | 1 | 6  | 034:280 | +6    | 16     |
| 5.  | EB Eiði          | 12  | 3  | 2 | 7  | 011:270 | −16   | 11     |
| 6.  | NSÍ Runavík (N)  | 12  | 3  | 1 | 8  | 017:260 | −9    | 10     |
| 7.  | Skála ÍF         | 12  | 0  | 0 | 12 | 004:870 | −83   | 0      |

| (N) | Aufsteiger       |
| (M) | Meister 2007     |
| (P) | Pokalsieger 2007 |

## Spiele und Ergebnisse
|              | B36 | EB     | HB  | KÍ  | LÍF | NSÍ | Skála |
| ------------ | --- | ------ | --- | --- | --- | --- | ----- |
| B36 Tórshavn |     | 3:1    | 1:2 | 4:3 | 5:2 | 3:0 | 14:00 |
| EB Eiði      | 0:2 |        | 1:8 | 0:5 | 1:1 | 1:2 | 2:0   |
| HB Tórshavn  | 3:3 | 0-:- 1 |     | 2:4 | 3:0 | 2:0 | 8:0   |
| KÍ Klaksvík  | 0:1 | 0:0    | 1:2 |     | 6:2 | 2:1 | 16:00 |
| LÍF Leirvík  | 0:1 | 5:0    | 1:4 | 0:3 |     | 3:1 | 10:00 |
| NSÍ Runavík  | 2:3 | 0:3    | 0:0 | 1:4 | 3:4 |     | 2:0   |
| Skála ÍF     | 1:6 | 1:2    | 0:9 | 0:7 | 1:6 | 1:5 |       |

## Relegation
Die beiden Relegationsspiele zwischen dem Sechsten der 1. Deild und dem Ersten der 2. Deild wurden am 19. und 26. September 1998 ausgetragen.
| Datum                                       |             | Ergebnis  |             | Torschützen |
| ------------------------------------------- | ----------- | --------- | ----------- | --- |
| 11. Oktober 1997                            | NSÍ Runavík | 1:2 (0:2) | VB Vágur    | 0:1 Sóley Holm Joensen (9.), 0:2 Gurið Mortensen (15.), 1:2 Elinbjørg Hammer (87.)                                                                                   |
| 19. Oktober 1997                            | VB Vágur    | 5:1 (1:1) | NSÍ Runavík | 1:0 Guðrun í Lágabø (40.), 1:1 Irdi Nónklett (43.), 2:1 Sóley Holm Joensen (52.), 3:1 Sóley Holm Joensen (59.), 4:1 Annika Poulsen (63.), 5:1 Halltóra Joensen (88.) |
| Gesamt:                                     | NSÍ Runavík | 2:7       | VB Vágur    | |
| Damit stieg NSÍ Runavík in die 2. Deild ab. |             |           |             | |

## Torschützenliste
Bei gleicher Anzahl von Treffern sind die Spielerinnen nach dem Nachnamen alphabetisch geordnet.
| Platz | Spieler                  | Mannschaft   | Tore |
| ----- | ------------------------ | ------------ | ---- |
| 1     | Rannvá B. Andreasen      | KÍ Klaksvík  | 20   |
| 2     | Kristina Eyðbjørnsdóttir | LÍF Leirvík  | 13   |
| 3     | Eyðvør úr Dímun          | HB Tórshavn  | 12   |
| 3     | Sólvá Joensen            | B36 Tórshavn | 12   |
| 5     | Arnbjørg Danielsen       | B36 Tórshavn | 09   |
| 6     | Malena Josephsen         | KÍ Klaksvík  | 08   |
| 7     | Sonja R. Steinhólm       | LÍF Leirvík  | 07   |
| 7     | Lydia V. Vesturtún       | EB Eiði      | 07   |
| 9     | Annika Godtfred          | HB Tórshavn  | 06   |
| 9     | Judith E. Joensen        | B36 Tórshavn | 06   |
| 9     | Eyðfríð Kristiansen      | HB Tórshavn  | 06   |

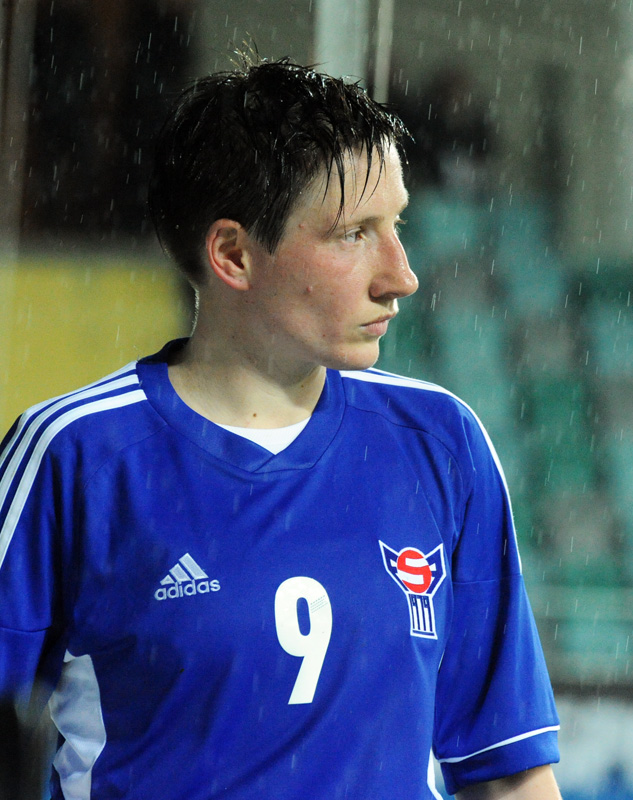
Torschützenkönigin Rannvá B. Andreasen

Dies war nach 1997 der zweite Titel für Rannvá B. Andreasen.

## Spielstätten
In Klammern sind bei mehreren aufgeführten Stadien die Anzahl der dort ausgetragenen Spiele angegeben.
| Mannschaft   | Stadion          | Spielort |
| ------------ | ---------------- | -------- |
| B36 Tórshavn | Gundadalur       | Tórshavn |
| EB Eiði      | Á Mølini (5)     | Eiði     |
| EB Eiði      | Gundadalur (1)   | Tórshavn |
| HB Tórshavn  | Gundadalur       | Tórshavn |
| KÍ Klaksvík  | Við Djúpumýrar   | Klaksvík |
| LÍF Leirvík  | Uppi á Brekku    | Leirvík  |
| NSÍ Runavík  | Við Løkin        | Runavík  |
| Skála ÍF     | Undir Mýruhjalla | Skáli    |

## Schiedsrichter
Folgende Schiedsrichter, darunter einer aus Dänemark, leiteten die 41 ausgetragenen Erstligaspiele:
| Name                      | Stammverein     | Spiele |
| ------------------------- | --------------- | ------ |
| Palli Gregersen           | GÍ Gøta         | 04     |
| Tommy O. Jensen           | Fram Tórshavn   | 04     |
| Dagfinn Olsen             | NSÍ Runavík     | 03     |
| Eiler Rasmussen           | Skála ÍF        | 03     |
| Ólavur Weihe              | Fram Tórshavn   | 03     |
| Ransin Napoleon Djurhuus  | HB Tórshavn     | 02     |
| Jonhard Hilmarsson Hansen | NSÍ Runavík     | 02     |
| Magni J. Hansen           | ÍF Fuglafjørður | 02     |
| Bogi Joensen              | KÍ Klaksvík     | 02     |

Weitere 16 Schiedsrichter leiteten jeweils ein Spiel.

## Die Meistermannschaft
In Klammern sind die Anzahl der Einsätze sowie die dabei erzielten Tore genannt.
| 1. | B36 Tórshavn |
|    | Alice Abrahamsen (4/0) \| Guðrið Dam (11/2) \| Arnbjørg Danielsen (12/9) \| Anna Kristin Hansen (8/0) \| Rannvá av Húsabrúgv (6/0) \| Judith E. Joensen (3/6) \| Rakul N. Joensen (10/5) \| Sólvá Joensen (11/12) \| Maria Vang Justinussen (11/1) \| Brynhild Klein (1/0) \| Eva Klein (2/0) \| Katrin Lindberg (11/2) \| Beinta Lisberg (11/0) \| Annika Olsen (1/0) \| Marjun Herup Olsen (12/0) \| Anja Rein (10/3) \| Sunfríð Simonsen (7/1) \| Sólgerð Viderø (12/1) \| Anja Maria Weyhe (10/2) ohne Einsatz: Jenny Lamhauge \| Ása Poulsen |

## Nationaler Pokal
Im Landespokal gewann HB Tórshavn mit 2:1 gegen Meister B36 Tórshavn.